# Ardeadoris
Ardeadoris es un género de moluscos nudibranquios de la familia Chromodorididae (babosas de mar).

## Diversidad
El género Ardeadoris incluye 13 especies descritas:
- Ardeadoris angustolutea (Rudman, 1990)
- Ardeadoris averni  (Rudman, 1985)
- Ardeadoris carlsoni  (Rudman, 1986)
- Ardeadoris cruenta  (Rudman, 1986)
- Ardeadoris egretta  Rudman, 1984
- Ardeadoris electra  (Rudman, 1990)
- Ardeadoris poliahu  (Bertsch & Gosliner, 1989)
- Ardeadoris pullata  (Rudman, 1995)
- Ardeadoris rubroannulata  (Rudman, 1986)
- Ardeadoris scottjohnsoni  Bertsch & Gosliner, 1989
- Ardeadoris symmetrica  (Rudman, 1990)
- Ardeadoris tomsmithi  (Bertsch & Gosliner, 1989)
- Ardeadoris undaurum  (Rudman, 1985)

## Galería

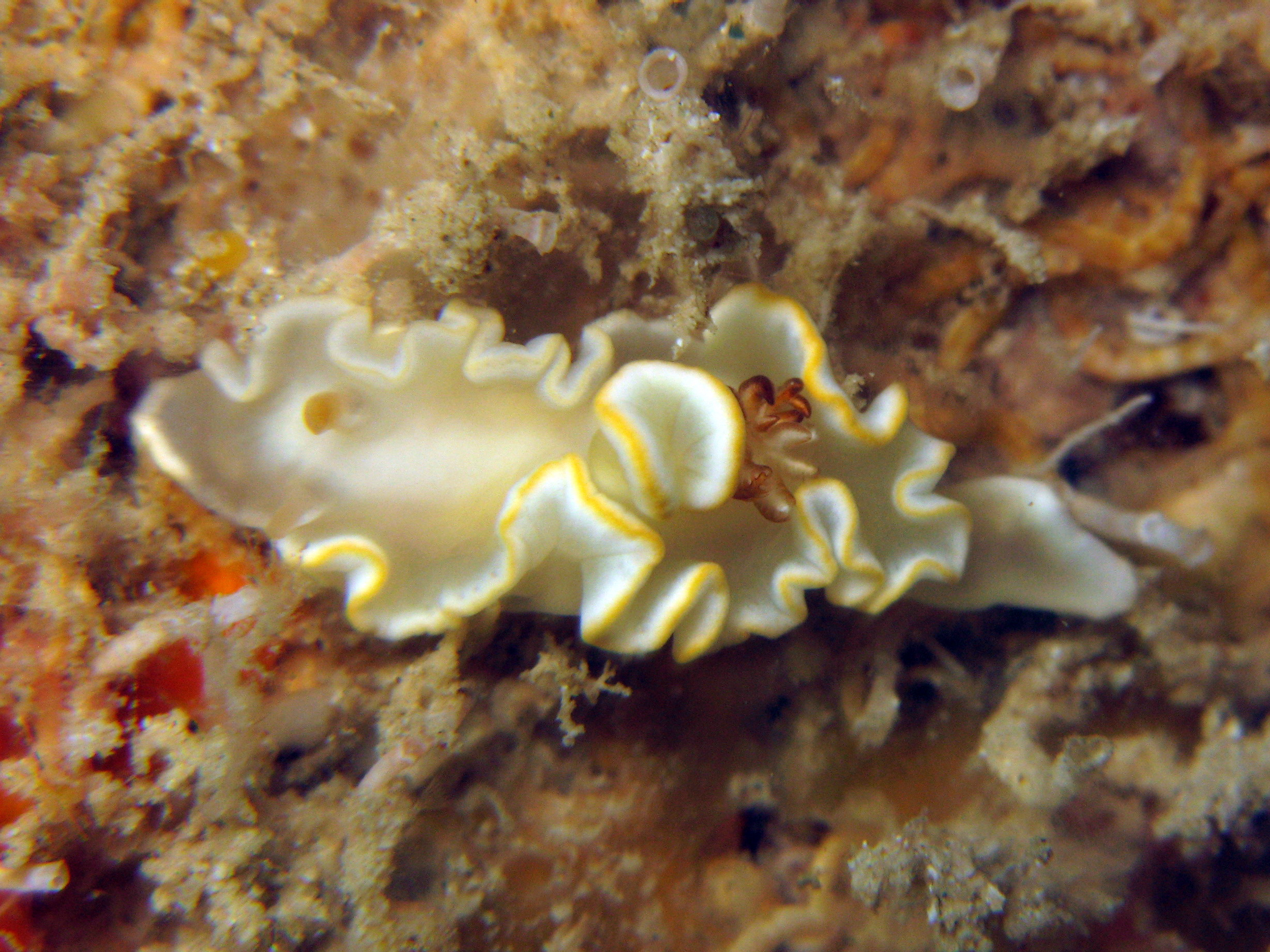
Ardeadoris angustolutea
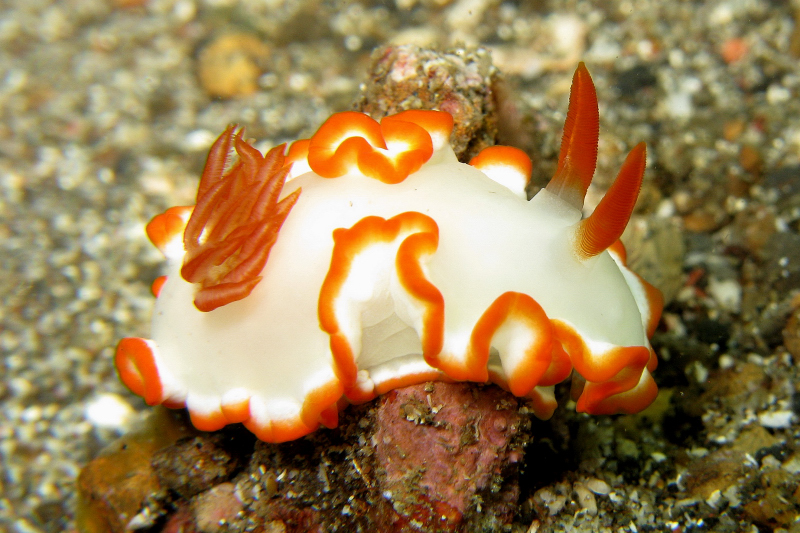
Ardeadoris averni
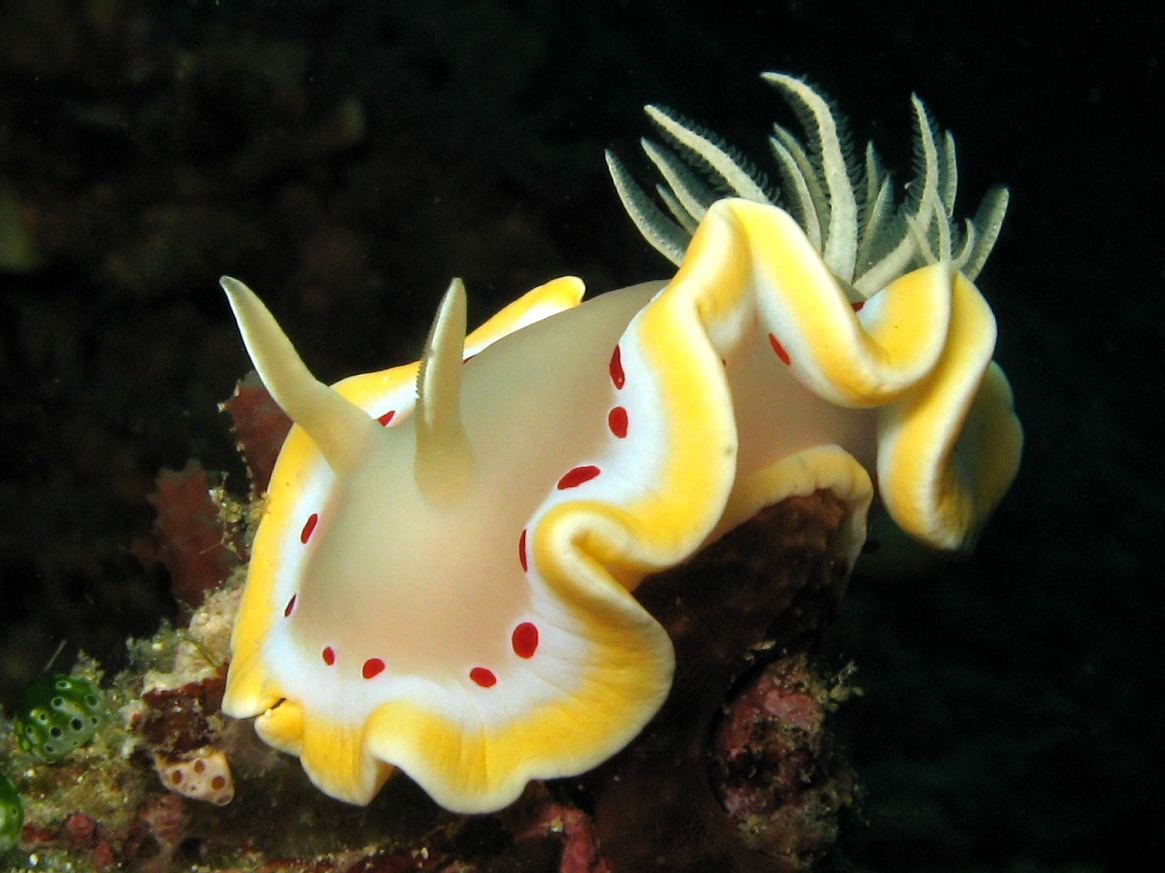
Ardeadoris cruenta
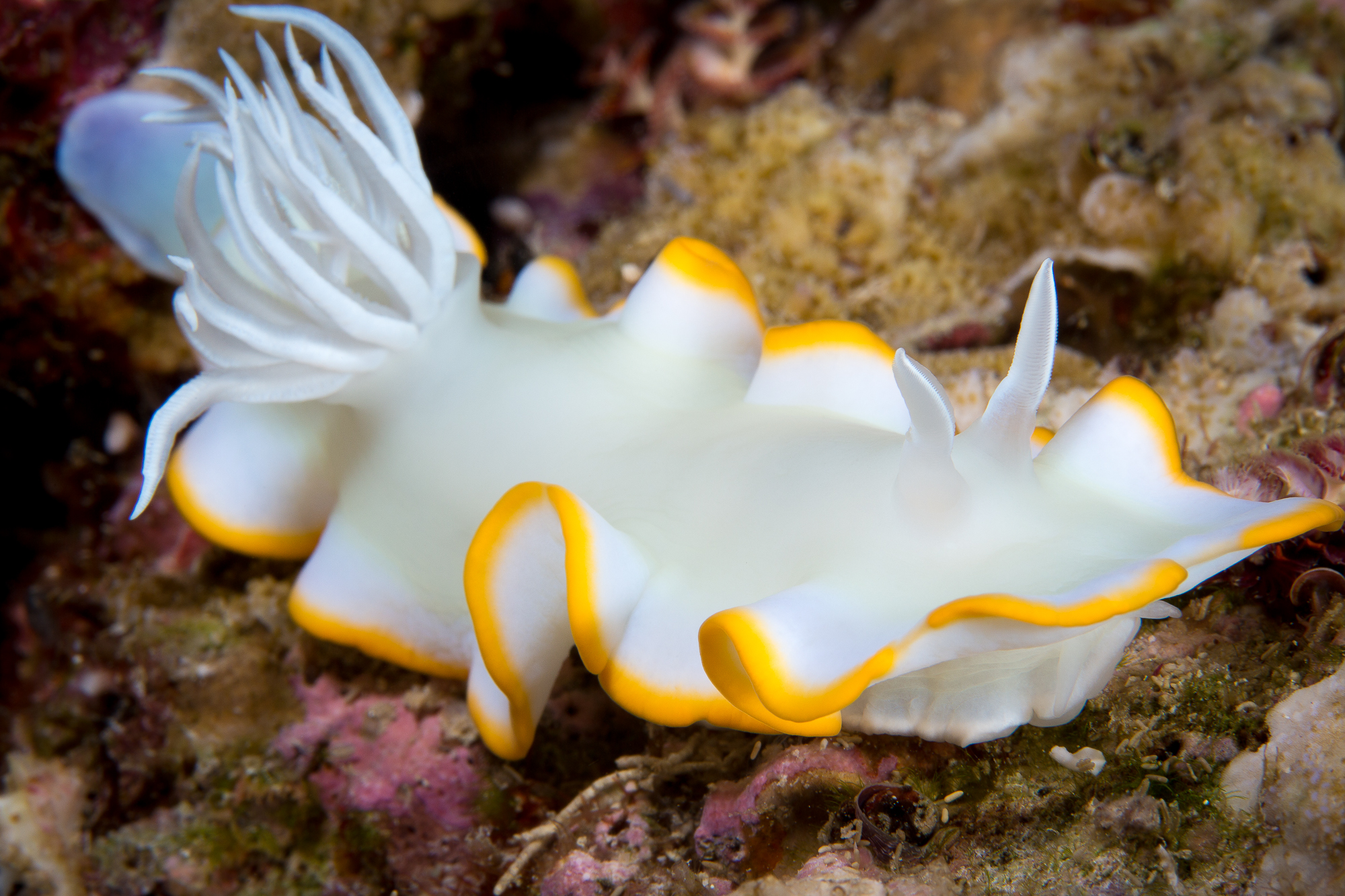
Ardeadoris egretta
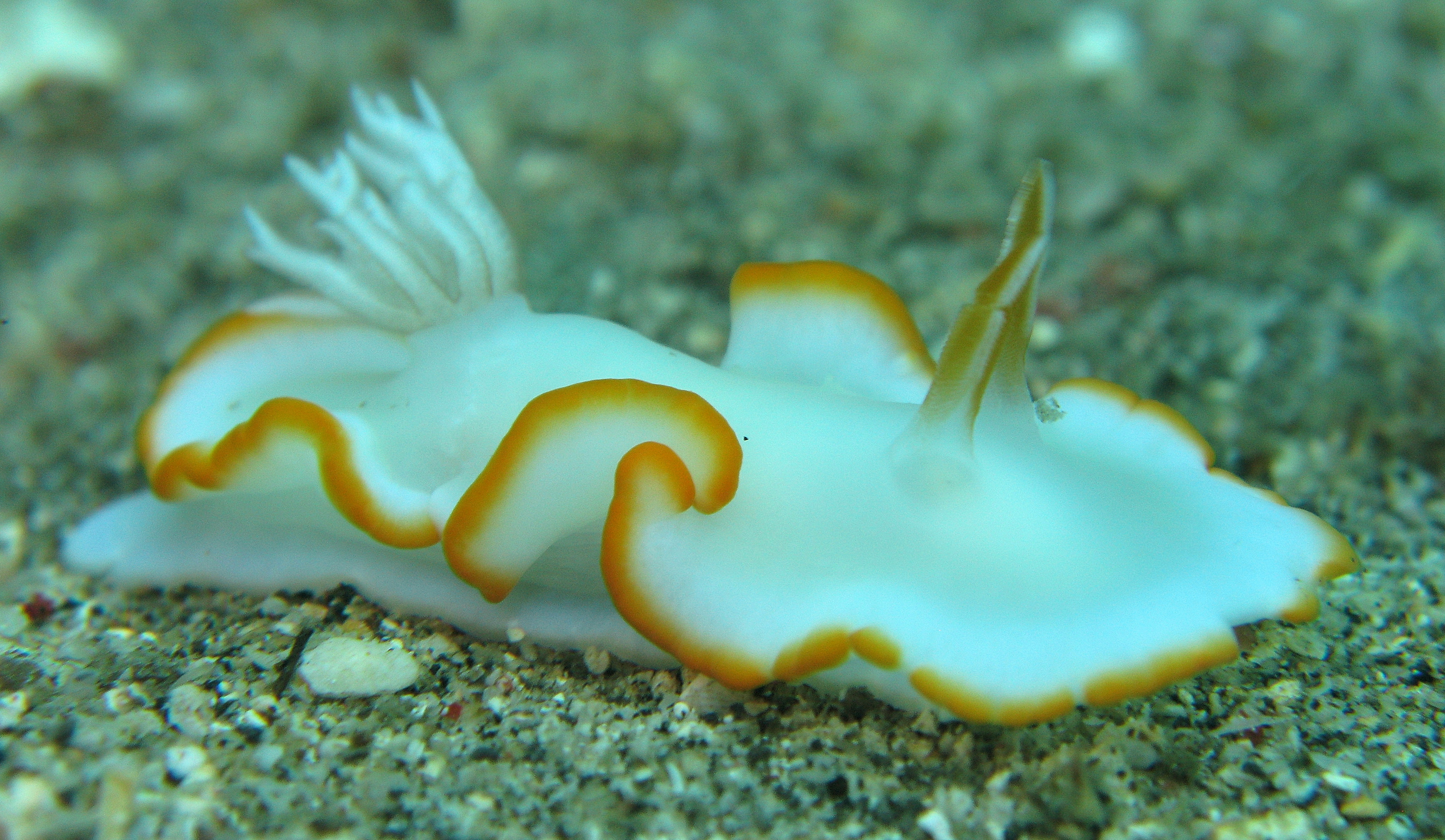
Ardeadoris electra
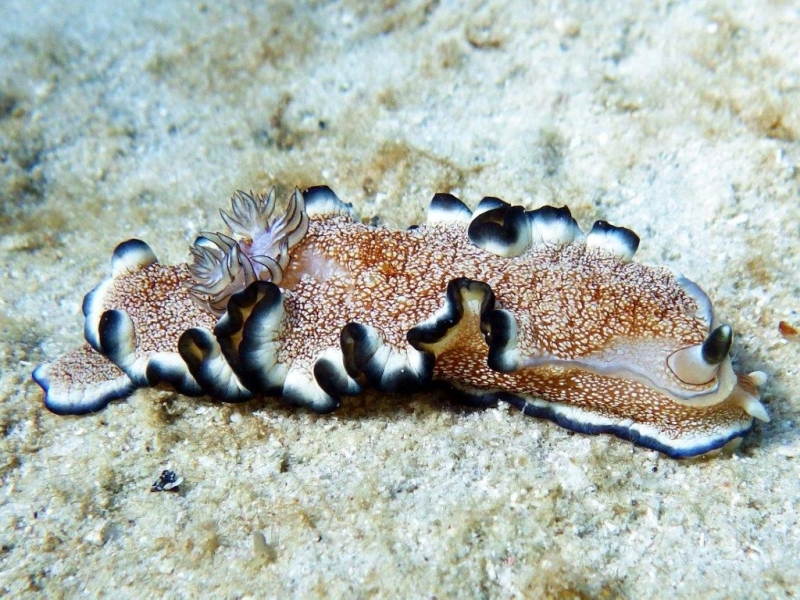
Ardeadoris pullata
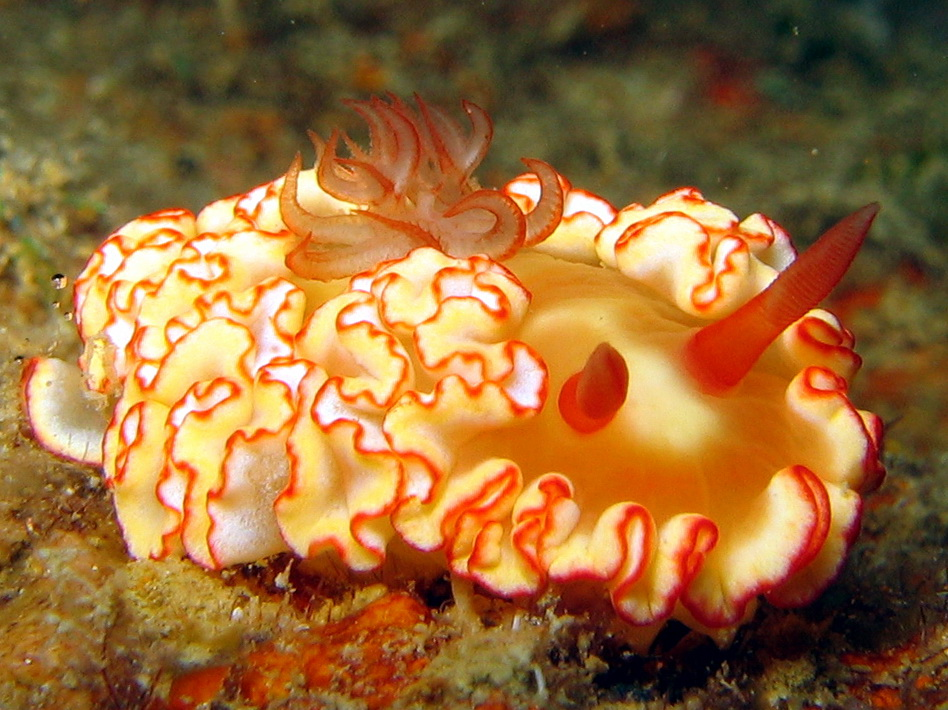
Ardeadoris symmetrica
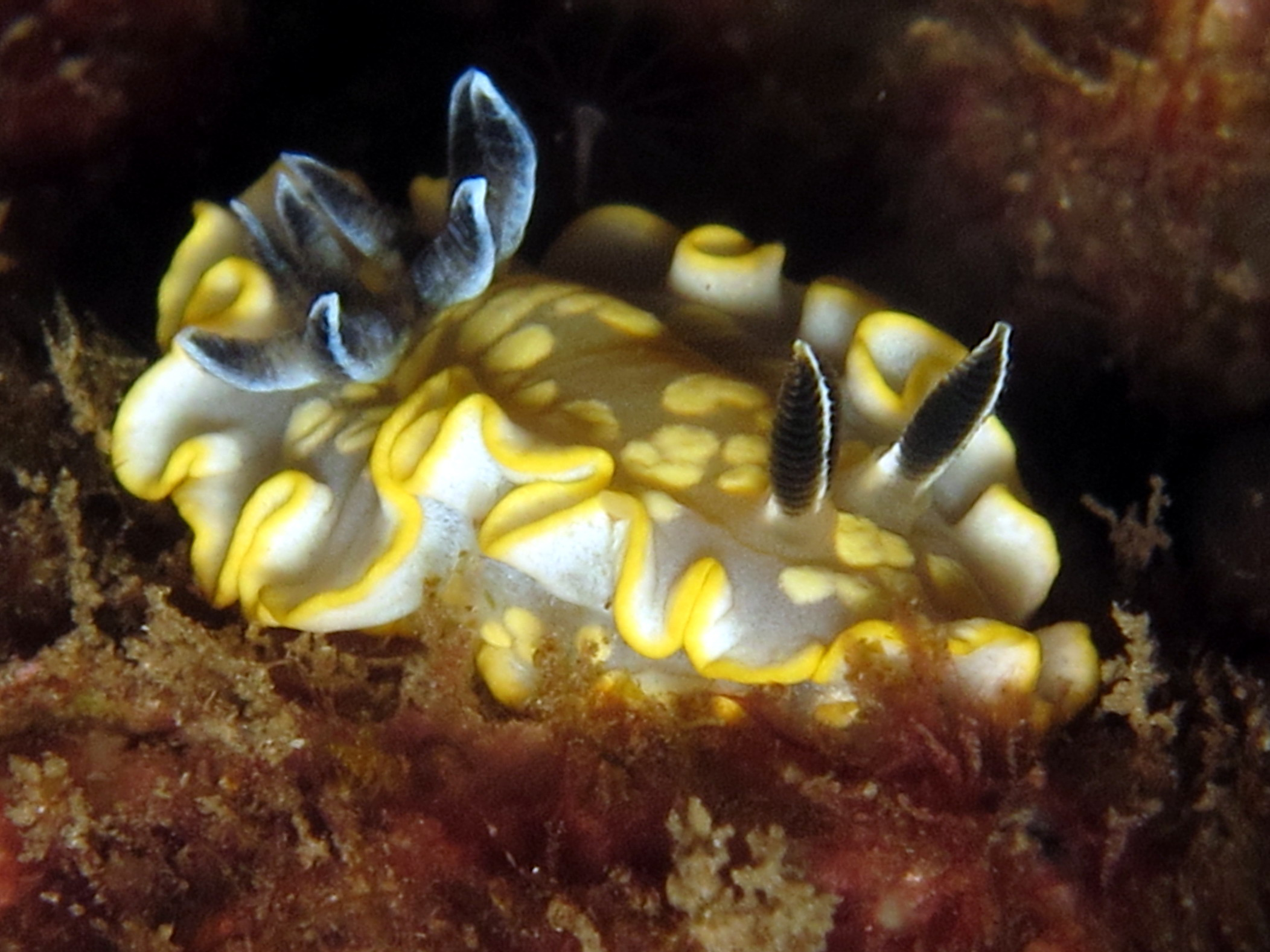
Ardeadoris tomsmithi
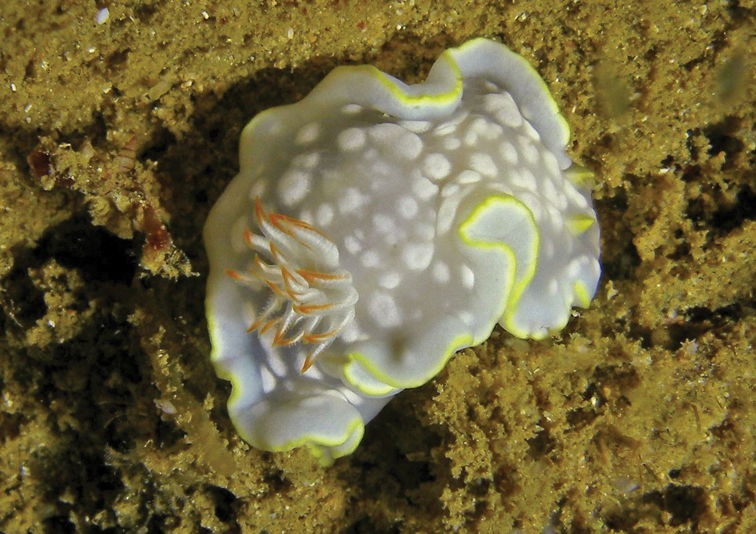
Ardeadoris undaurum